# TCVN 6909
TCVN 6909:2001, intitulé Công nghệ thông tin – Bộ mã kí tự tiếng việt 16-bit (littéralement : Technologie de l’information – Jeu de caractère codé sur 16 bits), est une norme d’informatique publiée par le ministère des Sciences, de la technologie vietnamien en 2001. Elle définit les caractères nécessaires pour l’utilisant du vietnamien en informatique, dont notamment les lettres de l’alphabet vietnamien ou les signes de ponctuation et est basée sur l’ISO/CEI 10646 et Unicode 3.1.